# Leopard, Seebär & Co.
Leopard, Seebär & Co. (en français, Léopard, ours polaire et compagnie) est une série documentaire allemande de la Norddeutscher Rundfunk. Le docu-soap raconte des histoires du Tierpark Hagenbeck à Hambourg. La série propose un regard dans les coulisses, accompagne les vétérinaires et les soignants dans leur travail quotidien et montre les animaux de près. La série fait partie d'une série de documentaires sur les zoos que les sociétés de télévision ARD produisent avec grand succès depuis 2003 comme Elefant, Tiger & Co. au zoo de Leipzig. De 2007 à 2018, un total de 200 épisodes de Leopard, Seebär & Co. est créé en cinq saisons.

## Fiche technique
- Titre : Leopard, Seebär & Co.
- Réalisation : Jeannine Apsel (126 épisodes, 2007-2019), Frauke Ludwig (107 épisodes, 2007-2018), Claudia Wallbrecht (98 épisodes, 2007-2016), Heike Nikolaus (54 épisodes, 2007-2012), Riccarda Voss (53 épisodes, 2009-2013), Svenja Halberstadt (51 épisodes, 2009-2012)...
- Musique : Felix Halbe (160 épisodes, 2007-2013), Lars Jebsen (160 épisodes, 2007-2013), Axel Riemann (104 épisodes, 2009-2013), Mario Schneider (44 épisodes, 2016-2019), André Matov (39 épisodes, 2013), Peter W. Schmitt (5 épisodes, 2017).
- Photographie : Beatrice Mayer (167 épisodes, 2007-2018), Marion Reischmann (141 épisodes, 2007-2018), Svea Andersson (113 épisodes, 2007-2018), Connie Goos (84 épisodes, 2009-2013)…
- Montage : Ulrich Skalicky (123 épisodes, 2007-2018), Jana Siegfriedsen (97 épisodes, 2007-2018), Christoph Senn (73 épisodes, 2009-2012), Petra Tschumpel (70 épisodes, 2012-2019), Mario Schöppler (69 épisodes, 2007-2013), Manuela Trauter (53 épisodes, 2007-2013), Daniela Fuhrmann (48 épisodes, 2009-2013), Daniel Probst (45 épisodes, 2007-2013)
- Son : Alexander Egert (126 épisodes, 2007-2013), Timo Selengia (119 épisodes, 2007-2013), Jens Thöl (72 épisodes, 2007-2013)…
- Producteurs : Daniel Buresch (200 épisodes, 2007-2018), Andreas Vennewald (161 épisodes, 2009-2018)…
- Société de production : Studio Hamburg
- Société de distribution : ARD
- Pays d'origine :  Allemagne
- Langue : allemand
- Format : Couleur - stéréo
- Genre : Documentaire
- Durée : 200 épisodes de 50 minutes
- Dates de première diffusion :
  -  Allemagne : 25 juillet 2007 sur Norddeutscher Rundfunk.

## Distribution
Narrateurs
- Josef Tratnik (saison 1)
- Peter Kaempfe (saisons 2 et 3)
- Norbert Langer (saison 4)
- Mark Bremer (saison 5)

## Production
La première saison est diffusée du 25 juillet au 25 septembre 2007. La deuxième saison est présentée du 29 octobre au 30 décembre 2009. La troisième saison est diffusée pour la première fois du 29 février au 2 mai 2012. La quatrième saison est diffusée pour la première fois du 4 avril au 3 juin 2013. La cinquième saison est tournée d'avril à septembre 2016, pour le dixième anniversaire, il y a un nouveau générique d'ouverture et un nouveau logo montrant la femelle léopard Mor du zoo de Hagenbeck, elle est diffusée du 4 novembre 2017 au 16 juin 2018. Toutes les saisons contiennent chacune 40 épisodes, chacun d'une durée d'environ 50 minutes.

## Source de la traduction
- (de) Cet article est partiellement ou en totalité issu de l’article de Wikipédia en allemand intitulé « Leopard, Seebär & Co. » (voir la liste des auteurs).